# Hülshof
Hülshof (mundartlich Helsdhoob) ist ein Weiler im Südwesten des Hessischen Hinterlandes und als solcher der nach Einwohnerzahl kleinste Ortsteil der Gemeinde Bad Endbach im mittelhessischen Landkreis Marburg-Biedenkopf; mit (495 m ü. NHN) ist er zugleich auch dessen höchstgelegene Ortschaft. Hülshof wird als Hulsbach erstmals 1284 in einer Urkunde genannt.
Die Gemarkung umfasst insgesamt 241 ha, davon ca. 40 ha Ackerland, 60 ha Wald und der Rest Wiesen/Weiden.
Alle Ortseinwohner leben in vier Höfen. Die Einwohnerzahl ist seit ca. 180 Jahren nahezu konstant, 1834 waren es 26; 1925, 27; 1967, 24 und heute 21.

## Geografische Lage

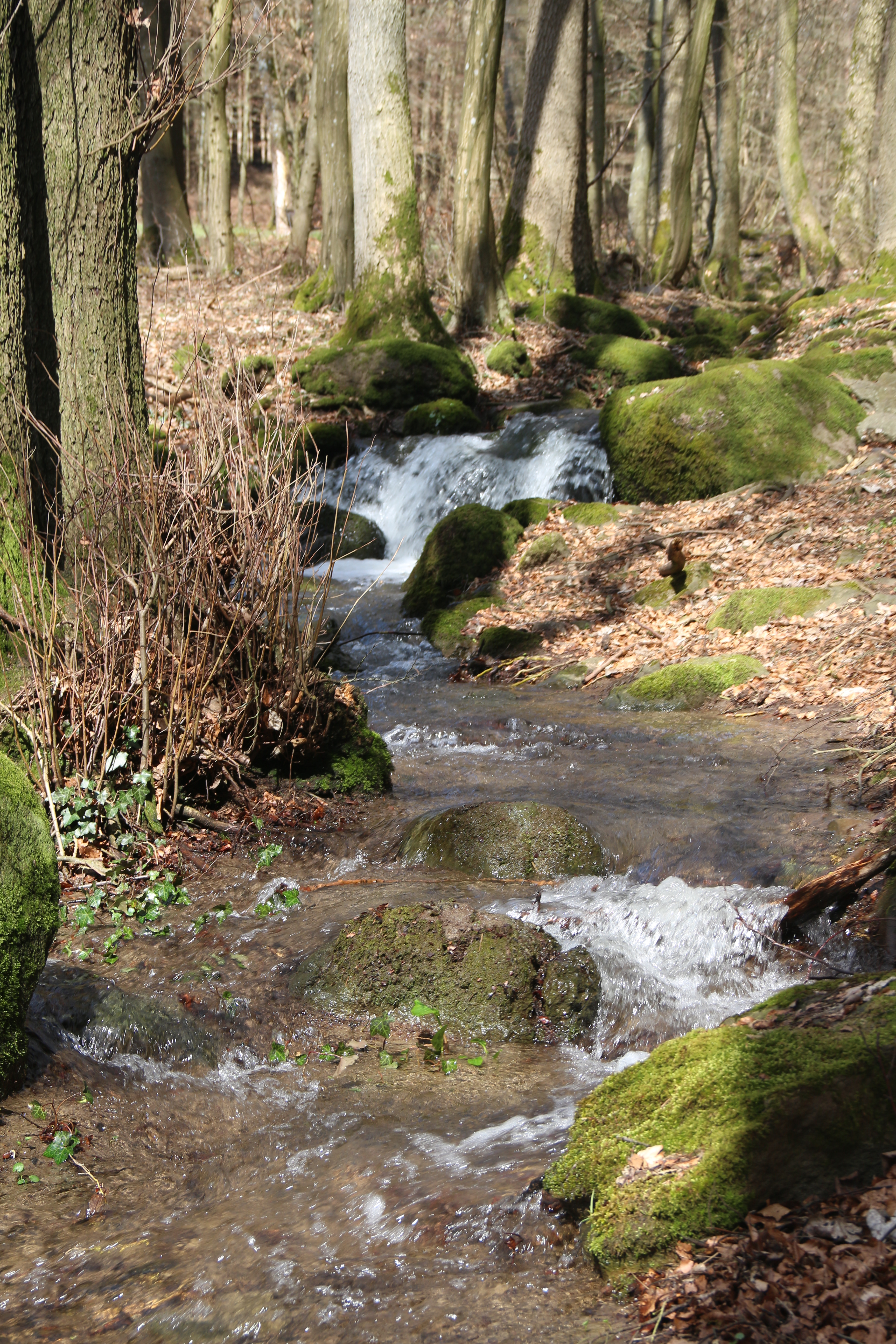
Der Hülsbach südlich von Hülshof zwischen Schlierbach und Wommelshausen

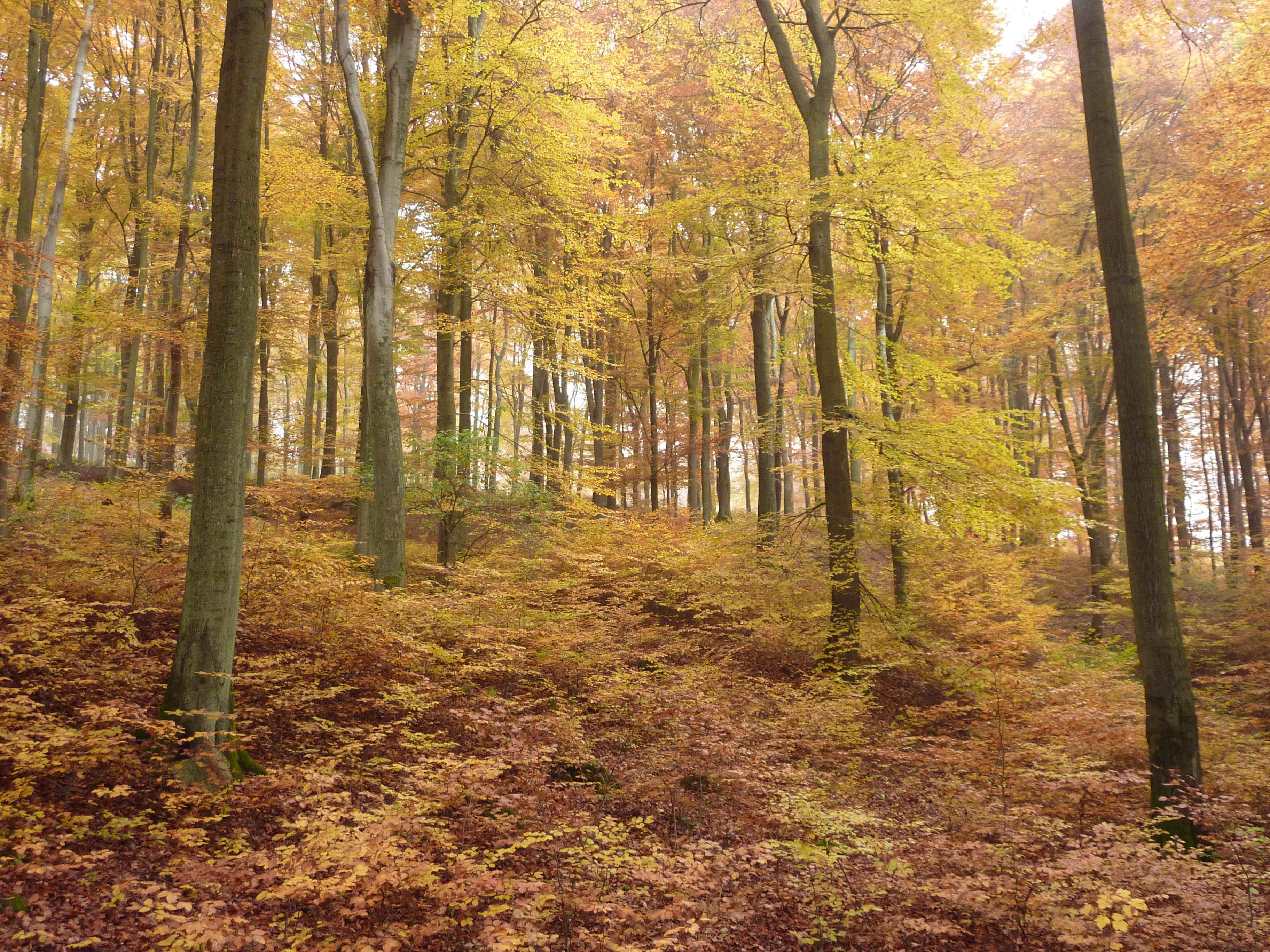
Herbstwald bei Hülshof

Die Gehöftgruppe Hülshof liegt ca. 3 km (Luftlinie) nördlich von Bad Endbach im Gladenbacher Bergland am Südrand der Bottenhorner Hochflächen, östlich am Oberlauf des Hülsbaches, in einer wechselhaften Mittelgebirgslandschaft zwischen den Städten Marburg im Osten und Dillenburg im Westen, nördlich von Wetzlar im Hessischen Hinterland.
Geologisch liegt Hülshof in der Südwestflanke der Dillmulde des Rheinischen Schiefergebirges, im Gebiet der Eiternhöll-Schuppe (Oberdevon, Unterkarbon in Kulm-Fazies), die durch einen Streifen Diabas und Kulm -Tonschiefer (Wommelshausen und Dernbach) von der Endbacher-Schuppe getrennt sind.(siehe Bad Endbach #Geologie). Südwestlich von Hülshof liegt der 503 m hohe Hülsberg.
Im Mittelalter führte ca. 400 m nördlich eine ehemals sehr bedeutende Ost-West-Fernhandelsstraße (Messestraße) vorbei, auch Brabanter Straße genannt, die von Leipzig durch Erfurt, Marburg, Siegen, Köln und Aachen bis nach Antwerpen führte.
Direkt am Ort vorbei verläuft heute die Landesstraße 3049.

## Geschichte

### Vorgeschichtliches Großsteingrab

Zerstörtes Großsteingrab, Seiten- und Deckensteine

Nördlich des Ortes am Rand eines kleinen Wäldchens, c. a. 40 m östlich der L 3049, an einem Feldweg liegen Seitensteine und Deckensteine eines zerstörten Großsteingrabes/Megalithgrabes, das archäologisch bisher noch nicht untersucht wurde.

### Erstehung, aus Hulsbach wurde Hülshof
Die Gehöftgruppe entstand während der Siedlungsperiode der „-bach-Orte“, im Zuge der fränkischen Staatskolonisation im 8. Jahrhundert. Der ursprüngliche Name Hulsbach > Hölzbach, Dorf oder Hof im Gehölz (Wald), deutet darauf hin. Vermutlich bestand die Siedlung ursprünglich aus mehreren Anwesen, da erst ab mindestens drei Anwesen alte Siedlungen mit einem Ortsnamen belegt wurden. Die Siedlung verkleinerte sich bis auf einen dominanten Hof, der einem einflussreichen Grundherren gehörte, der dem Domstift Worms des Bistums Worms und dessen Verwalter nahe stand. Dem Bistum Worms hatten die Konradiner und Kaiser in diesem Raum umfangreichen Besitz und Vogteirechte geschenkt. Er bzw. seine Erben/Verwandten vermachten den Hof und große Teile der zugehörigen Ländereien dem neuen Prämonstratenserinnenkloster Altenberg (gegründet 1167) bei Wetzlar, insbesondere nachdem Gertrud (1227–1297) Äbtissin des Klosters (1248–1297) geworden war. Sie war eine Tochter der Hl. Elisabeth und Schwester der Herzogin Sophie von Brabant, der Mutter des Landgrafen Heinrich I. von Hessen. In der Folgezeit verschenkten nach und nach auch die restlichen Grundbesitzer ihre dortigen Ländereien an das Kloster.
So wurde aus Hulsbach der Klosterhof Hülshof.

### „Hülshof“, Der Wirtschaftshof des Klosters Altenberg, Schenkungen und Erwerbe
Hülshof war danach ein Wirtschaftshof des Klosters Altenberg mit zugehörigen Zinsorten. Das Kloster hatte bereits 1192 von Kaiser Friedrich Barbarossa die Reichsunmittelbarkeit erhalten.
Am 14. November 1284 schenkte der Ritter Kraft von Hatzfeld dem Kloster die Güter zu Hulsbach, die Heinrich Sarrah und dessen Bruder zu Lehen besaßen. Am 22. Februar 1299 entsagte der Ritter Trudwin von Dernbach „…allen seinen Ansprüchen auf die Güter in Hulsbach gegen das Kloster Altenberg“. 1302 erwarb das Kloster von Konrad genannt Mönch dessen Rechte in der Hülsbacher Mark. 1304 verkauften Hermann und Heinrich von Werdorf und deren Schwester, Heinrich Holzhausen und dessen Sohn, Konrad Weinknecht und dessen Söhne, Rudolf von Weidbach, Heinrich von Roßbach und Heinrich genannt Botinhornere dem Kloster Altenburg Länder in Holz, Wiesen und Äcker zu Hulisbach. Am 25. Juli 1340 verzichteten Johann und Kuno von Dernbach zugunsten des Klosters auf die „Struth“ (zwischen Bottenhorn und Hülshof) und auf Wiesen und Äcker, die dazugehörten. Beurkundet wurde dies vom Gericht Amt Blankenstein; einer der Schöffen war Siegfried von Wommelshausen.
1354 verkaufte Ruprecht von Rachelshausen dem Kloster sein Gut zu Hülshof. Im gleichen Jahr vermachte die Kirche zu Römershausen (Gladenbach) dem Kloster ihr dortiges Gut gegen einen jährlichen Zins. Johann und Kuno von Dernbach, Ritter, Gebrüder, sowie Johann, Ritter und Volpracht, Wäppner, von Dernbach, Gebrüder, gelobten am 7. Mai 1354: „Den Schaden, den sie dem Kloster Altenberg in seinem Hof zu Hulsbach und in des Hofes Zerstörung getan haben, zu ersetzen und weder das Kloster noch seinen Hof ferner anzugreifen“. 1397 verkaufte Ludwig von Hartenrod dem Kloster sein dortiges Gut.
 1463 Verkauf an den Deutschen Ritterorden
1463 verkaufte das Kloster den Hülshof an den Deutschen Ritterorden in Marburg. Er wurde danach von Verwaltern geführt, u. a. von den von Todenwarth.  Der Zehnte gehörte bis 1420 den Herren von Falkenstein, später war er virnenburgisches Lehen derer von Bicken; Aftervasallen waren zunächst die Rode (Rode von Dernbach, nur Rode genannt), seit 1517 die von und zu Dernbach und ab 1518 ein landgräfliches Lehen des Philipp Rode, eine Nebenlinie der Herren von Dernbach.
Hülshof seit 1542 im Besitz der Landgrafschaft Hessen
1536 hatten die von Milchling den Hülshof im Besitz, die ihn aber kraft Näherungsrechts 1542 an den Landgrafen abtreten mussten.
Von 1543 bis 1577 war der Hülshof landgräfliches Lehen des Blankensteiner Amtmannes Daniel Lynker. Hülshof wird bis dahin als bei Wommelshausen gelegener Hof bezeichnet.
Hülshof wird 1629 als Dorf bezeichnet
Ab 1629 wird Hülshof als Dorf bezeichnet, aus zwei Haushaltungen bestehend und zum Amt Blankenstein gehörig. 1630 war er landgräfliches Erblehen des Andreas Matthias und des Heinrich Riemenschneider.

### Gemeinde Hülshof ab 1713
Landgraf Ernst Ludwig von Hessen-Darmstadt übertrug 1713 in einem Erbleihebrief den halben Hülshof an Johann Georg Müller und Johann Jakob Martin und 1718 die andere Hälfte an Heinrich Zimmermann und Felten Cuntz. Gemäß Erbleihebrief durften die Güter nie weiter geteilt werden.
Die Gemeinde besteht noch heute aus vier Bauernhöfen, davon ist einer noch im Besitz der direkten Nachkommen von Heinrich Zimmermann.
Hülshof 1821, Teil der Gemeinde Bottenhorn
Mit der Entstehung des Landratsbezirkes Gladennach wurde die Gemeinde Hülshof 1821 der Gemeinde Bottenhorn zugeordnet.
Die Statistisch-topographisch-historische Beschreibung des Großherzogthums Hessen berichtet 1830:

„Hülshof (Landratsbezirk Gladenbach) Hof; gehört zu Bottenhorn und besteht aus 4 Häusern mit 27 evangelischen Einwohnern.“

Hülshof ab 1848 wieder selbstständige Gemeinde
1848 löste man die Verbindung mit Bottenhorn auf und Hülshof wurde wieder selbstständige Gemeinde.
Schule und Pfarrbezirk
Die Kinder der Hülshofer gingen bis 1926 in Wommelshausen zur Schule, danach nach Bottenhorn.
Hülshof wurde ab 1926 vom Bottenhorner Pfarrer betreut und 1933 endgültig von Hartenrod nach Bottenhorn umgepfarrt, zusammen mit Dernbach.

### Historische Namen

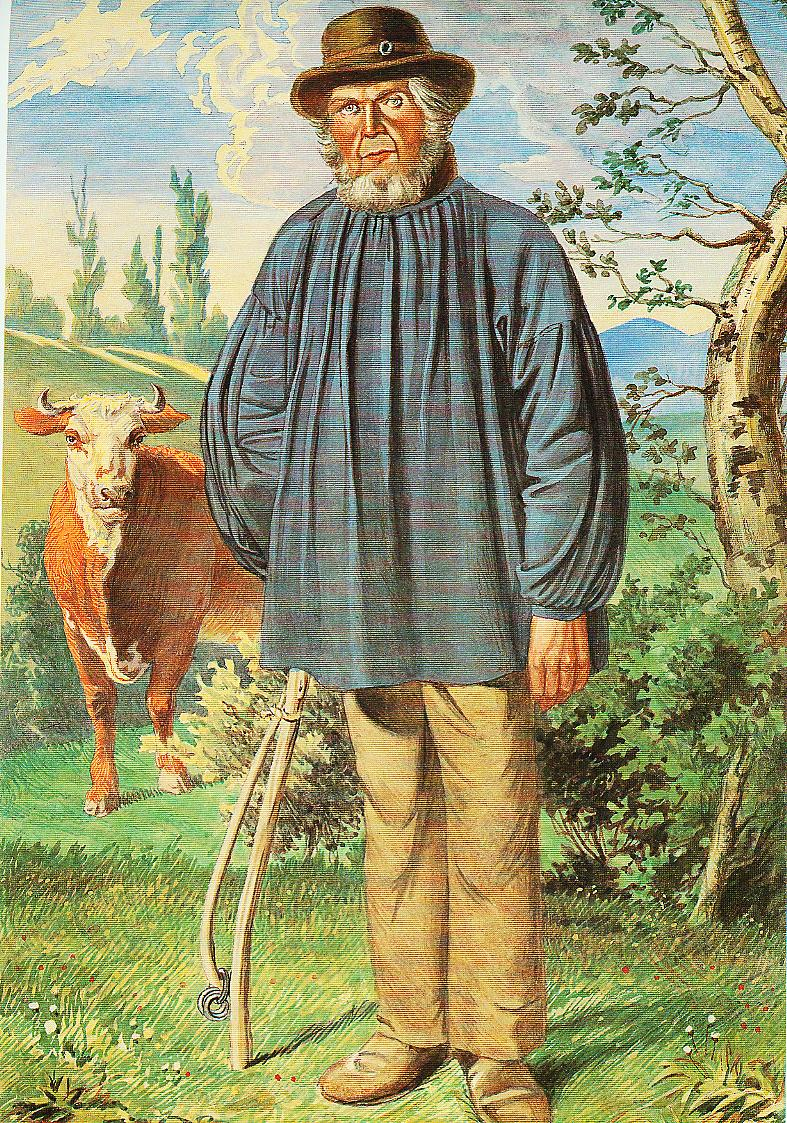
Der Hülshofer Kuhhirte Johann Georg Pfeifer aus Wommelshausen mit „Ringelstecken“, hinter ihm eine Simmentaler Kuh, Aquarell von Ferdinand Justi, 1881

- Hulsbah (1284)
- Halespecher marca (1304)
- Hulisbach (1304)
- Hultzpach (1344)
- Hulzbach hoib (1354)
- Holzpach (1397)
- Hölzpach (1398)
- Hulshof Dorf (1605)
- Hulß Hoff (1630)
- Hilzhof (1764)

### Der „Ringelstecken“, Hütegerät der Rinderhirten
Der Ringelstecken, den der Kuhhirte auf dem Bild an seiner Seite hält, war ein ehemals über ganz Europa verbreitetes Hütegerät (Hilfsgerät) der Rinderhirten. Rinderhirten hatten meist keine Hütehunde.
Dieses Bild ist die einzige Darstellung eines Ringelsteckens aus Hessen. Er bestand aus einem etwa 80 bis 90 cm langen kolbenartigen Ast (meist Pappel) mi einem langen Nebenast, an dem entweder mehrere Eisenringe locker hingen oder mehrere Ringe an einem größeren Ring, wie auf dem Bild zu sehen. Der Nebenast war am Hauptast festgebunden. Durch Aufstampfen erzeugte das Gerät ein lautes Rasseln, mit dem der Hirte Aufmerksamkeit erzeugte und die Herde führte.
Die Hirten waren auch darin geübt den Rigelstecken gezielt auf ein sich nicht korrekt verhaltendes oder abweichendes Herdenmitglied zu werfen (Der Stecken traf dabei mit der Breitseite); der heftige Schlag bewirkte sofort eine Änderung des Verhaltens. Einst diente der Ringelstecken auch zur Abwehr von Wölfen; die Hirten warfen die Stöcke gezielt auf Angreifer, die sich nach Treffern zurückzogen.

### Hessische Gebietsreform (1970–1977)
Zum 1. Juli 1974 wurden im Zuge der Gebietsreform in Hessen kraft Landesgesetz die bis dahin selbständigen Gemeinden Bad Endbach, Bottenhorn, Dernbach, Hartenrod und Hülshof zur erweiterten Großgemeinde mit dem Namen Bad Endbach zusammengeschlossen. Für alle ehemals eigenständigen Gemeinden von Bad Endbach wurden Ortsbezirke gebildet. Zuvor hatte der Kreistag einen freiwilligen Zusammenschluss von Bottenhorn, Hülshof und Dernbach abgelehnt und Hülshof hatte sich bereits gegen die Bildung einer Großgemeinde Gansbachtal mit der neuen Gemeinde Angelburg und Bottenhorn ausgesprochen.

### Verwaltungsgeschichte im Überblick
Die folgende Liste zeigt die Staaten und Verwaltungseinheiten, denen Hülshof angehört(e):
- ab Ende des 13. Jh.: Heiliges Römisches Reich, Wirtschaftshof des reichsunmittelbaren Prämonstratenserinnenkloster Altenberg
- ab 1463: Heiliges Römisches Reich, Deutscher Ritterorden, Kommende Marburg
- ab 1542: Heiliges Römisches Reich, Landgrafschaft Hessen, Amt Blankenstein
- ab 1567: Heiliges Römisches Reich, Landgrafschaft Hessen-Marburg, Amt Blankenstein[18]
- 1604–1648: strittig zwischen Hessen-Kassel und Hessen-Darmstadt (Hessenkrieg)
- ab 1604: Heiliges Römisches Reich, Landgrafschaft Hessen-Kassel, Amt Blankenstein
- ab 1627: Heiliges Römisches Reich, Landgrafschaft Hessen-Darmstadt, Oberfürstentum Hessen, Amt Blankenstein[19]
- ab 1806: Großherzogtum Hessen,[Anm. 2] Fürstentum Oberhessen, Amt Blankenstein[20]
- ab 1815: Großherzogtum Hessen, Amt Blankenstein[21]
- ab 1821: Großherzogtum Hessen, Provinz Oberhessen, Landratsbezirk Gladenbach[Anm. 3]
- ab 1832: Großherzogtum Hessen, Provinz Oberhessen, Kreis Biedenkopf
- ab 1848: Großherzogtum Hessen, Regierungsbezirk Biedenkopf
- ab 1852: Großherzogtum Hessen, Provinz Oberhessen, Kreis Biedenkopf
- ab 1867: Königreich Preußen,[Anm. 4] Provinz Hessen-Nassau, Regierungsbezirk Wiesbaden, Kreis Biedenkopf (übergangsweise Hinterlandkreis)[19]
- ab 1871: Deutsches Reich, Königreich Preußen, Provinz Hessen-Nassau, Regierungsbezirk Wiesbaden, Kreis Biedenkopf
- ab 1918: Deutsches Reich (Weimarer Republik), Freistaat Preußen, Provinz Hessen-Nassau, Regierungsbezirk Wiesbaden, Kreis Biedenkopf
- ab 1932: Deutsches Reich, Freistaat Preußen, Provinz Hessen-Nassau, Regierungsbezirk Wiesbaden, Landkreis Dillenburg
- ab 1933: Deutsches Reich, Freistaat Preußen, Provinz Hessen-Nassau, Regierungsbezirk Wiesbaden, Landkreis Biedenkopf
- ab 1944: Deutsches Reich, Freistaat Preußen, Provinz Nassau, Landkreis Biedenkopf
- ab 1945: Amerikanische Besatzungszone,[Anm. 5] Groß-Hessen, Regierungsbezirk Wiesbaden, Landkreis Biedenkopf
- ab 1946: Amerikanische Besatzungszone, Hessen, Regierungsbezirk Wiesbaden, Landkreis Biedenkopf
- ab 1949: Bundesrepublik Deutschland, Hessen, Regierungsbezirk Wiesbaden, Landkreis Biedenkopf
- ab 1968: Bundesrepublik Deutschland, Hessen, Regierungsbezirk Darmstadt, Landkreis Biedenkopf
- ab 1974: Bundesrepublik Deutschland, Hessen, Regierungsbezirk Kassel, Landkreis Marburg-Biedenkopf, Gemeinde Bad Endbach[Anm. 6]
- ab 1981: Bundesrepublik Deutschland, Hessen, Regierungsbezirk Gießen, Landkreis Marburg-Biedenkopf, Gemeinde Bad Endbach

## Bevölkerung

### Einwohnerstruktur 2011
Nach den Erhebungen des Zensus 2011 lebten am Stichtag dem 9. Mai 2011 in Hülshof 21 Einwohner. Darunter waren keine Ausländer. Nach dem Lebensalter waren 3 Einwohner unter 18 Jahren, 6 zwischen 18 und 49, 3 zwischen 50 und 64 und 6 Einwohner waren älter. Die Einwohner lebten in 6 Haushalten. Davon waren 3 Singlehaushalte, keine Paare ohne Kinder und 3 Paare mit Kindern, sowie keine Alleinerziehende und keine Wohngemeinschaften. In keinen Haushalten lebten ausschließlich Senioren und in 3 Haushalten lebten keine Senioren.

### Einwohnerentwicklung
| Quelle: Historisches Ortslexikon |                        |
| • 1605:                          | 2 Haushalte            |
| • 1742:                          | 5 Haushalte            |
| • 1791:                          | 34 Einwohner           |
| • 1806:                          | 37 Einwohner, 4 Häuser |
| • 1829:                          | 27 Einwohner, 4 Häuser |

| Hülshof: Einwohnerzahlen von 1791 bis 2011 | Hülshof: Einwohnerzahlen von 1791 bis 2011 | Hülshof: Einwohnerzahlen von 1791 bis 2011 | Hülshof: Einwohnerzahlen von 1791 bis 2011 | Hülshof: Einwohnerzahlen von 1791 bis 2011 |
| --- | ------------------------------------------ | ------------------------------------------ | ------------------------------------------ | ------------------------------------------ |
| Jahr |                                            |                                            |                                            | Einwohner                                  |
| 1791 | 1791                                       |                                            | 34                                         | 34                                         |
| 1806 | 1806                                       |                                            | 37                                         | 37                                         |
| 1829 | 1829                                       |                                            | 27                                         | 27                                         |
| 1834 | 1834                                       |                                            | 26                                         | 26                                         |
| 1840 | 1840                                       |                                            | 28                                         | 28                                         |
| 1846 | 1846                                       |                                            | 26                                         | 26                                         |
| 1852 | 1852                                       |                                            | 28                                         | 28                                         |
| 1858 | 1858                                       |                                            | 21                                         | 21                                         |
| 1864 | 1864                                       |                                            | 30                                         | 30                                         |
| 1871 | 1871                                       |                                            | 34                                         | 34                                         |
| 1875 | 1875                                       |                                            | 34                                         | 34                                         |
| 1885 | 1885                                       |                                            | 31                                         | 31                                         |
| 1895 | 1895                                       |                                            | 24                                         | 24                                         |
| 1905 | 1905                                       |                                            | 31                                         | 31                                         |
| 1910 | 1910                                       |                                            | 32                                         | 32                                         |
| 1925 | 1925                                       |                                            | 27                                         | 27                                         |
| 1939 | 1939                                       |                                            | 25                                         | 25                                         |
| 1946 | 1946                                       |                                            | 51                                         | 51                                         |
| 1950 | 1950                                       |                                            | 53                                         | 53                                         |
| 1956 | 1956                                       |                                            | 20                                         | 20                                         |
| 1961 | 1961                                       |                                            | 25                                         | 25                                         |
| 1967 | 1967                                       |                                            | 24                                         | 24                                         |
| 1980 | 1980                                       |                                            | ?                                          | ?                                          |
| 1990 | 1990                                       |                                            | ?                                          | ?                                          |
| 2000 | 2000                                       |                                            | ?                                          | ?                                          |
| 2011 | 2011                                       |                                            | 21                                         | 21                                         |
| Datenquelle: Historisches Gemeindeverzeichnis für Hessen: Die Bevölkerung der Gemeinden 1834 bis 1967. Wiesbaden: Hessisches Statistisches Landesamt, 1968. Weitere Quellen: LAGIS; Zensus 2011 |                                            |                                            |                                            |                                            |

### Historische Religionszugehörigkeit
| Quelle: Historisches Ortslexikon |                                        |
| • 1830:                          | 27 evangelische (= 100,00 %) Einwohner |
| • 1885:                          | 31 evangelische (= 100,00 %) Einwohner |
| • 1961:                          | 25 evangelische (= 100,00 %) Einwohner |

### Historische Erwerbstätigkeit
| • 1867: | Erwerbspersonen: 11 Landwirtschaft                                      |
| • 1961: | Erwerbspersonen: 17 Land- und Forstwirtschaft, eine Handel und Verkehr. |

## Politik
Für Hülshof besteht ein Ortsbezirk (Gebiete der ehemaligen Gemeinde Hülshof) mit Ortsbeirat und Ortsvorsteher nach der Hessischen Gemeindeordnung.
Der Ortsbeirat besteht aus drei Mitgliedern. Bei den Kommunalwahlen in Hessen 2021 betrug die Wahlbeteiligung zum Ortsbeirat 100 %. Alle Kandidaten gehörten der „Gemeinschaftsliste Hülshof“ an. Der Ortsbeirat wählte Manfred Scheld zum Ortsvorsteher.